# Ngrandu (Kauman)
Ngrandu is een bestuurslaag in het regentschap Ponorogo van de provincie Oost-Java, Indonesië. Ngrandu telt 3282 inwoners (volkstelling 2010).